# Ove Hove
Ove Hove, född 17 maj 1914 i Skive, död 21 oktober 1993, var en dansk arkitekt och socialdemokratisk politiker. Han var bostadsminister i Anker Jørgensens andra ministär 26 februari 1977 till 30 augusti 1978.
Ove Hove var son till sadelmakaren Johannes P. Hove (1884– 1959) och Thora Østergaard (1889–1967). Han tog realexamen 1930, var murarlärling 1930-1934 och utlärd byggkonstruktör från Ålborg tekniske skole 1938. Han studerade därefter arkitektur på Kunstakademiets Arkitektskole (1939-1941) och var efter examen anställd hos stadsingenjören i Skive (1941-1946). Därefter startade han egen arkitektfirma 1946, som han drev till 1958. Parallellt med detta var han konsult i byggrationalisering på det danska bostadsdepartementet (1955-1957). Han blev anställd som informationschef på Byggecentrum (1957-1961) och sedan som administrerande direktör (1961-1977 och 1978-1981).
Hove hade varit övertygad socialdemokrat sedan ungdomen men hade inte engagerat nämnvärt i politiskt arbete. Han utsågs oväntat till Danmarks bostadsminister i februari 1977 som efterträdare för Svend Jakobsen. Han innehade detta uppdrag till augusti 1978, då han fick avgå på grund av en regeringsombildning. Han återgick till sitt arbete som direktör för Byggecentrum och arbetade där till pensionen 1981.